# عدم قطعیت (فیلم)
«عدم قطعیت» (انگلیسی: Uncertainty (film)) یک فیلم به کارگردانی دیوید سیگل است که در سال ۲۰۰۸ منتشر شد. از بازیگران آن می‌توان به لین کولینز، جوزف گوردون لویت، و اولیویا ترلبی اشاره کرد.